# Gemeentebelangen (Stekene)
Gemeentebelangen is een politieke partij actief in de gemeente Stekene in de Belgische provincie Oost-Vlaanderen. Gemeentebelangen bestaat van in 1964 en is zo een van de oudste partijen van Vlaanderen.
Onder andere tijdens de periode 2006-2012 had zij een coalitie met CD&V en was in die legislatuur de grootste partij van Stekene. Tijdens de verkiezingen van 14 oktober 2012 haalde Gemeentebelangen de absolute meerderheid en bestuurt ze de gemeente alleen.
Lijsttrekker Stany De Rechter die een score van 2.657 voorkeurstemmen behaalde in 2012 werd opnieuw voor 6 jaar verkozen tot Burgemeester.

## Geschiedenis

### 1964-1976: de eerste jaren
Gemeentebelangen ontstond naar aanleiding van de gemeenteraadsverkiezingen van 1964 uit een groep niet-partijpolitiek gebonden mensen die vonden dat er in Stekene niets meer gebeurde. Toen bleek dat toenmalig burgemeester Eugeen Roggeman niet meer welkom was bij zijn eigen partij, stak oud-burgemeester Abdon Heyse hem de hand uit. De oprichting van de lijst “Stekense Belangen” of “Gemeentebelangen” was een feit. Burgemeester Roggeman voerde de lijst aan, Abdon Heyse stond op de tweede plaats. De ploeg bestond verder nog uit Frans Windhey, Jozef Vercauteren, Hector Van Hoye, Gilbert De Block, Albert De Cock, Albert Van Wabeke, John Reyns, Cyriel Merckx en Alfons Dhollander. Zij waren de allereerste Gemeentebelangers.
De groep behaalde zes van de elf zetels en daarmee een meerderheid. Doordat Roggeman overleed alvorens benoemd te worden, werd Abdon Heyse op 11 augustus 1965 tot burgemeester benoemd. Dat zou hij blijven tot aan de fusies van 1 januari 1977. Want bij de verkiezingen van 1970 behaalde Gemeentebelangen zes van de toen dertien zetels en ging een coalitie aan met de lijst “Gelijk voor Iedereen”, die met Paul Koppen 1 zetel behaalde.

### 1976-2000
De verkiezingen van 1976 werden de eerste verkiezingen van de nieuwe fusiegemeente: door het samengaan van Stekene met Klein-Sinaai en Kemzeke, had Stekene recht op 23 zetels in de nieuwe gemeenteraad. Gemeentebelangen kreeg opnieuw het hoogste aantal stemmen en behaalde net als de CVP negen zetels. Door een voorakkoord tussen CVP en de OCP van Kemzeeks burgemeester Bob Verbeke kwam Gemeentebelangen in de oppositie terecht. Hierop besloot burgemeester Abdon Heyse het actieve politieke leven vaarwel te zeggen.
Na een stevig gevoerde en gefundeerde oppositie ging Gemeentebelangen de verkiezingen van 1982 in met lijstaanvoerder Arnoud Heyse. Zijn vader Abdon duwde de lijst. Gemeentebelangen won de kiesstrijd en haalde opnieuw negen zetels binnen. De CVP strandde op acht zetels. Vier CVP-raadsleden scheurden zich af en bestuurden samen met Gemeentebelangen voor de komende zes jaar. Gemeentebelangen kon dus opnieuw mee besturen, en van 1986 tot 1988 werd Arnoud Heyse burgemeester.
Ook na de verkiezingen van 1988 bleef Gemeentebelangen de grootste partij. Ondanks dat belandde de partij toch in de oppositie. Kort na de verkiezingen van 1994, toen Gemeentebelangen in de oppositie gedwongen bleef, moest er een nieuwe schepen verkozen worden. Namens de oppositie stelde ook Gemeentebelangenraadslid Frans Windhey zich kandidaat. En hij werd prompt vanuit de oppositie verkozen tot schepen. Dat betekende voor Gemeentebelangen een kentering. Op 7 mei 1996 werd tussen Gemeentebelangen en de CVP een bestuursakkoord gesloten. Gemeentebelangen kreeg hierdoor een nieuw elan en zou sindsdien ononderbroken besturen of meebesturen in de gemeente.

### De 21ste eeuw
Na de gemeenteraadsverkiezingen van 2000 ging Gemeentebelangen ging procentueel nog vooruit. Ingevolge het bestuursakkoord met CVP bekwam Gemeentebelangen, in de persoon van Stany De Rechter, op 1 januari 2005 de burgemeesterssjerp.
In 2006 won Gemeentebelangen won een zetel bij en ging naar tien. CVP moest een zetel afgeven en kwam op acht. De coalitie Gemeentebelangen – CD&V bleef behouden, maar de gewijzigde verhoudingen na de verkiezingen weerspiegelden zich uiteraard ook in de samenstelling van het schepencollege. Stany De Rechter kon voor de volgende zes jaar zeker zijn van het burgemeestersambt, en dr. Dirk Backaert werd voor zes jaar OCMW-voorzitter.
Na de verkiezingen van 2012 haalde Gemeentebelangen voor het eerst sinds 1964 opnieuw een meerderheid. Stany De Rechter haalde als uittredend burgemeester een score van 2657 voorkeurstemmen.
Sindsdien bestuurt Ge.Be de gemeente alleen, met burgemeester Stany De Rechter en schepenen Kris Van Duyse, Lorette De Permentier, Gunter Van Campenhout, Freddy Merckx en Dirk Backaert (tevens ook OCMW-voorzitter). Op 1 januari 2015 volgde Pieter De Witte Freddy Merckx als schepen op.
Sinds 2018, staan N-VA kandidaten op de Gemeentebelangen Stekene lijst. 

## Missie
Van bij het ontstaan heeft Gemeentebelangen een duidelijke missie, een opdracht gehad, die nog steeds actueel is. In die missie stelt men dat Gemeentebelangen een lokale en onafhankelijke politieke beweging is die zich sterk maakt voor Stekene en het goed voor heeft met zijn inwoners. De Stekenaar staat centraal. Gemeentebelangen wil oprecht, samenhangend, consequent en op een gezond-chauvinistische manier aan politiek doen. Gemeentebelangen gelooft in Stekene binnen een sterk Vlaanderen dat zijn mogelijkheden optimaal benut.
1. ↑  Maes, Greet, N-VA Stekene onder Gemeentebelangen (12 oktober 2024). Geraadpleegd op 4 december 2024.